# 步允遷
步允遷（1515年—？），字子安，順天府蓟州軍籍山東青州府高苑縣人，明朝政治人物。

## 生平
嘉靖十六年（1537年）丁酉科順天府鄉試第九十八名。嘉靖十七年（1538年）戊戌科第三甲第二十七名進士。官至户部郎中。

## 家族
曾祖步瀛；祖父步雄；父步天衢，貢士。母李氏。具庆下。